# Saison 4 de Notre belle famille
Cet article présente la saison 4 de la série télévisée américaine Notre belle famille.

## Distribution[1]
- Patrick Duffy (Frank Lambert)
- Suzanne Somers (Carol Foster Lambert)
- Staci Keanan (Dana Foster)
- Brandon Call (John Thomas Lambert)
- Sasha Mitchell (Cody Lambert)
- Angela Watson (Karen Foster)
- Christine Lakin (Alicia Lambert)
- Christopher Castile (Mark Foster)
- Josh Byrne (Brendan Lambert)

## Épisodes
La saison comporte 24 épisodes.
1. Mark fait du karaté
2. Grandes premières
3. La Maison des animaux
4. Vocation ratée
5. Cody est amnésique
6. La Reine des courges
7. C'est dur de grandir
8. Quand l'enfant paraît
9. Gare à la chute !
10. La Fugue de Al
11. Week-end en amoureux
12. Noël n'est plus ce qu'il était
13. On ne m'achète pas
14. La Différence d'âge
15. L'Eau dans le gaz
16. Touche pas à ma voiture
17. C'est dramatique
18. Vive les études
19. Coup de folie
20. Proposition indécente
21. Les champions ne sont plus ce qu'ils étaient
22. Babysitting
23. Une petite fille sur le campus
24. Un heureux événement